# Carlo Carbone

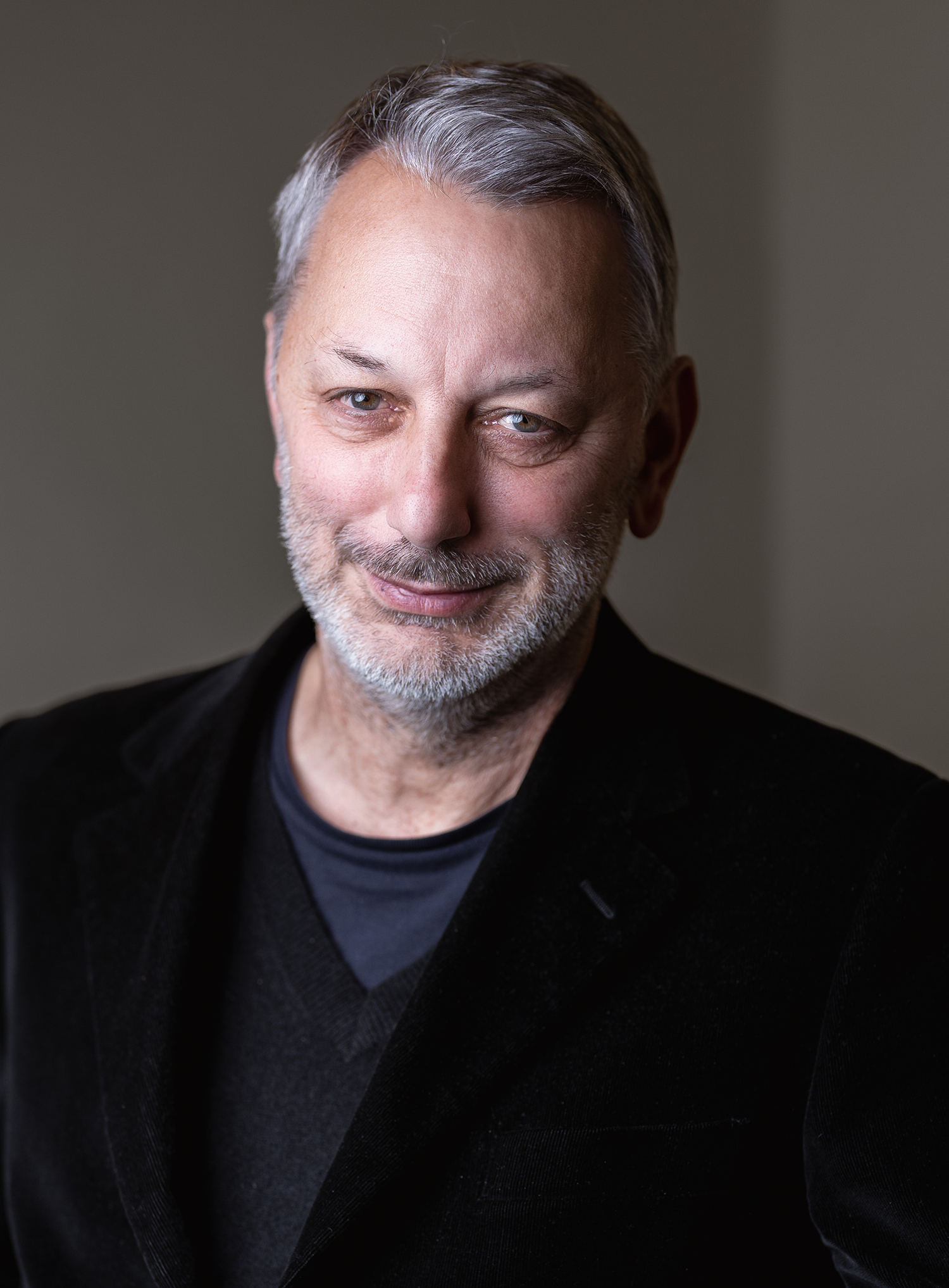
Arch. Carlo Carbone

Carlo Carbone (Prato, 20 gennaio 1960) è un architetto italiano. È esperto in acustica e spazialità per lo spettacolo.

## Biografia
Nella seconda metà degli anni '70 inizia a lavorare come tecnico luci nella bottega dei fratelli Sergio e Guido Baroni dove impara l'arte dell'illuminotecnica teatrale. In quegli anni, con il musicista Aurelio La Bella, prende forma uno spettacolo di luci e suoni in movimento nel Castello dell'Imperatore di Prato, dove sperimenta la composizione della scena con luci tridimensionali e laser.
Si iscrive alla facoltà di architettura di Venezia nel 1978, continuando a lavorare come illuminotecnico in varie produzioni. Si laurea nel 1986 con una tesi di scenografia.
Nel 1984 progetta e dirige la realizzazione della discoteca Tenax (Firenze). Assieme allo scenografo Massimo Randone realizza la discoteca Manila e a seguire nel periodo, le discoteche Plegine, Paramatta, Associazione Deposito a Pisa. Su commissione di Mauro Donati realizza il piano terra della discoteca Ciucheba a Castiglioncello. Negli anni novanta collabora con lo studio Hospital Consulting fondato da Silvano Dubini alla progettazione esecutiva di settantacinque reparti di malattie infettive e diagnostica per immagini e reparti dedicati all'AIDS.
In quegli anni si avvicina in maniera sistematica all'acustica, progettando interventi di correzione acustica in campo industriale e nei locali di pubblico spettacolo. Con la formazione nel 1996, dell'associazione di categoria Assomusica -  AGIS (associazione di organizzatori e promoter di musica dal vivo in Italia), assume il ruolo di consulente nazionale e in questa veste partecipa nel gruppo incaricato dal sottosegretario al Ministero dell'Ambiente Valerio Calzolaio della scrittura del D.P.C.M. n.215/99. Da quel periodo in avanti valuta e studia gli impatti acustici dei maggiori eventi di musica dal vivo in Italia: tutti i concerti allo stadio di San Siro a Milano, all'Arena civica, al Festival MU-VI con Daniele Tramontani, ai Music award di MTV, al Firenze Rocks, al Summer festival presso l'Ippodromo Milano e moltissimi dei concerti in Italia.
Lo studio di questa materia coniugata nel pubblico spettacolo lo ha portato a sperimentare soluzioni per la correzione acustica dei palazzetti dello sport, luoghi utilizzati come sale di spettacolo. Tra questi il Palazzetto di Palermo, il Nelson Mandela Forum a Firenze, il PalaBam a Mantova, il Palazzetto di Ponte di Legno a Brescia e tanti altri. L'attività si configura sempre più nella continua unione e alternanza di progettazioni architettoniche e acustiche. Sviluppo dell'unione di queste competenze sono la sede di Radio Deejay a Milano, il Teatro Colosseo a Torino, Zoe Live Club a Ginevra, il nuovo ridotto del Teatro Puccini a Firenze, la galleria d'arte Pinto a Pietrasanta, il Teatro Koreja a Lecce, il Teatro Doglio a Cagliari, Teatro Rasi a Ravenna, e il Teatro di Fiesole, inaugurato nel novembre 2022.
Nel 2016 progetta e realizza l'amplificazione meccanica dell'evento Carmina Burana allestito da La Fura dels Baus con la direzione musicale di Zubin Mehta nel Nelson Mandela Forum riutilizzando e assemblando a fini acustici pezzi di scenografia rigida disponibile nel teatro Comunale di Firenze. Sotto il profilo di progettazione acustica progetta e realizza vari interventi anche in altri ambiti: Hotel Four Season a Firenze, Hotel Eden Roma, Bulgari uffici Firenze, Moncler nuova sede Milano, Gucci Art Lab, Gucci Fabbricati Castellina, Gucci Novara, Kering Trecate, Fendi sede di Roma Fendi nuovi stabilimenti a Bagno a Ripoli, gli studi di registrazione di Andrea Mariano e di Danilo Tasco del gruppo musicale Negramaro. Dal 2006, dall'incontro con Thomas Emmenegger e Rosita Volani, stabilisce un rapporto continuativo di progettazione degli interventi promossi da Olinda: Teatro La cucina ex ospedale psichiatrico a Milano, Mosso gli spazi sociali nell'ex Trotter a Milano e assieme a Claudio Lopasso Ristorante Fiore a Lecco.
Recentemente ha realizzato, con la collaborazione del SE Antonio Paoluzi, lo studio acustico delle modalità di propagazione del suono della Basilica di S.Pietro a Roma, realizzandone il rilievo ed il modello acustico. Ha inoltre realizzato il collaudo del nuovo impianto elettroacustico BOSE che è stato inaugurato il 23 luglio 2023 in occasione della Messa per la "Giornata dei nonni e degli anziani" presieduta da Papa Francesco.
Dal 1987 è sposato con Marika Hansson con la quale ha due figli: Gemma e Timoteo.